# Ernst Bode
Ernst Bode (* 10. Mai 1878 in Nürtingen; † 27. Mai 1944 in Breslau) war ein deutscher Architekt, Baubeamter und Hochschullehrer. Von 1920 bis 1934 war er Baudezernent der Stadt Essen, ab 1934 lehrte er als Professor für Stadtbaukunst an der Technischen Hochschule Breslau.

## Leben
Ernst Bode wurde als Sohn eines Oberamtsgeometers geboren. Nach dem Besuch des Realgymnasiums in Nürtingen und des Gymnasiums in Rottweil arbeitete er als Schlosser und Monteur, um sich auf das Maschineningenieursstudium vorzubereiten. Er studierte ab 1897 an der Technischen Hochschule Stuttgart zunächst Maschinenbau und dann Architektur unter anderem bei Theodor Fischer. Er gehörte der Studentenverbindung „Akademische Gesellschaft Sonderbund“ an und absolvierte seine erste Staatsprüfung zum Regierungsbaumeister (Assessor im öffentlichen Bauwesen) und arbeitete bei der Stadt Rottweil. Seine zweite Staatsprüfung folgte 1908 im Fach Hochbau. Anschließend war er als Assistent von Paul Bonatz an der Technischen Hochschule Stuttgart und bei der Württembergischen Staatsbahn tätig. 
1912 zog Bode nach Gelsenkirchen, wo er unter Stadtbaurat Max Arendt für die Neubauabteilung zuständig war. Nach dem Ersten Weltkrieg kehrte er im Jahre 1918 nach Gelsenkirchen zurück, wo er von 1919 bis 1920 als Leiter der Neubauabteilung der Stadt Gelsenkirchen arbeitete. Ab 1920 wählte ihn die Stadtverordnetenversammlung der Stadt Essen zum Beigeordneten für das Hochbaudezernat. Er baute nach eigenen Entwürfen viele Büro-, Schul- und Funktionsbauten der Essener Innenstadt. 1934 wurde er von den „neuen Machthabern aus dem Amt als Baudezernent gedrängt“. Ein Grund dafür war, dass Bode auch eine jüdische Trauerhalle auf dem Essener Parkfriedhof gebaut hatte. Der von den Nationalsozialisten eingesetzte Oberbürgermeister Theodor Reismann-Grone schrieb zu Bodes Weggang: „Es ist kein großer Verlust für die Stadt […] von Stadtplanung versteht er [Bode] fast nichts“. Bode kündigte bei der Stadt Essen und trat eine Professur für Stadtbaukunst an der Technischen Hochschule Breslau an, wo er Architektur und Stadtplanung lehrte.

## Bauten und Entwürfe
- 1923: Erweiterung des alten Essener Rathauses (zerstört)[2]
- 1923: Glückaufhaus in Essen (nur Fassaden erhalten, unter Denkmalschutz)[3]
- 1924: Parkfriedhof in Essen-Huttrop (unter Denkmalschutz)[4]
- 1924: Wohnhaus Bode in Essen[2]
- 1925: Vorentwurf für das Blum-Haus in Essen (Ausführungsplanung durch Ernst Knoblauch; nur Fassaden erhalten, unter Denkmalschutz)[5]
- 1926: Südwestfriedhof in Essen-Fulerum (unter Denkmalschutz)[6]
- 1928: Vorentwurf für die Lichtburg in Essen (Ausführungsplanung durch Richard Heydkamp und Curt Bucerius; unter Denkmalschutz)[7]
- 1928: Sparkasse Frohnhausen in Essen-Frohnhausen, Frohnhausener Straße 152[8]
- 1928: Baedekerhaus in Essen (nur Fassade erhalten, unter Denkmalschutz)[9]
- 1930: Stadtbad Altenessen in Essen-Altenessen (unter Denkmalschutz)[10]

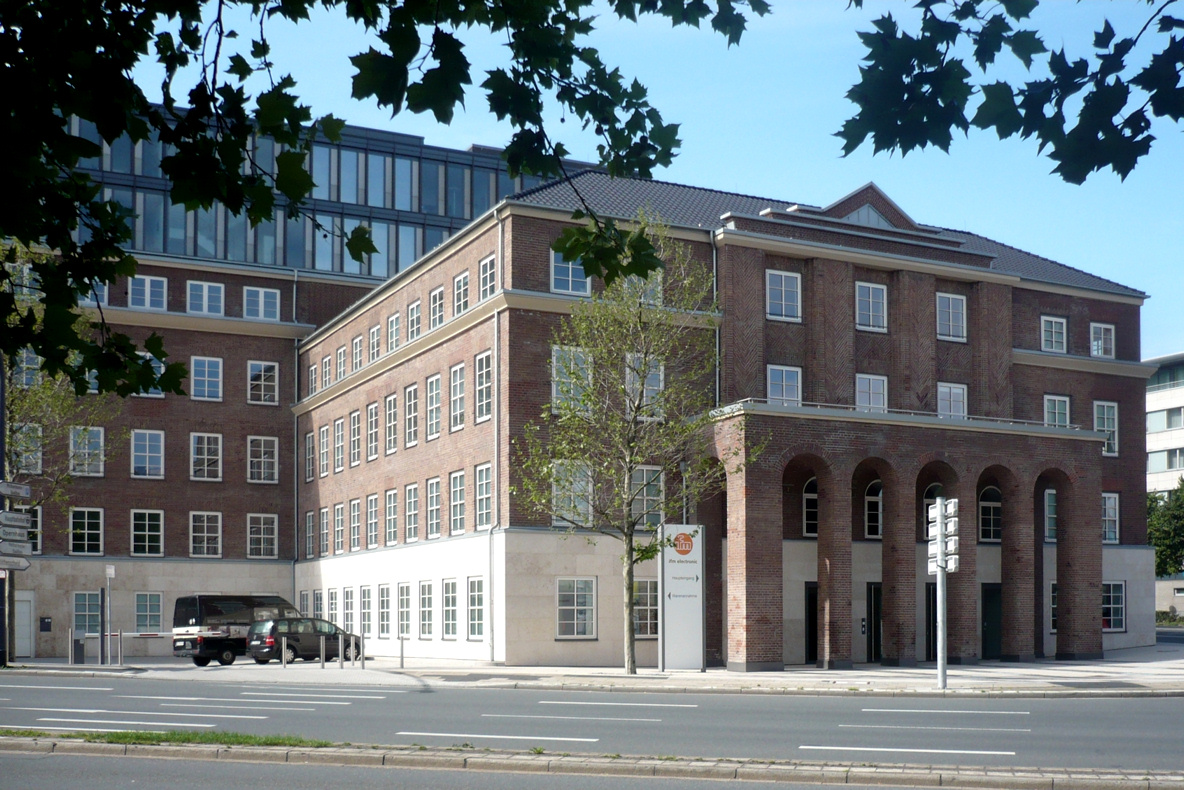
Glückaufhaus
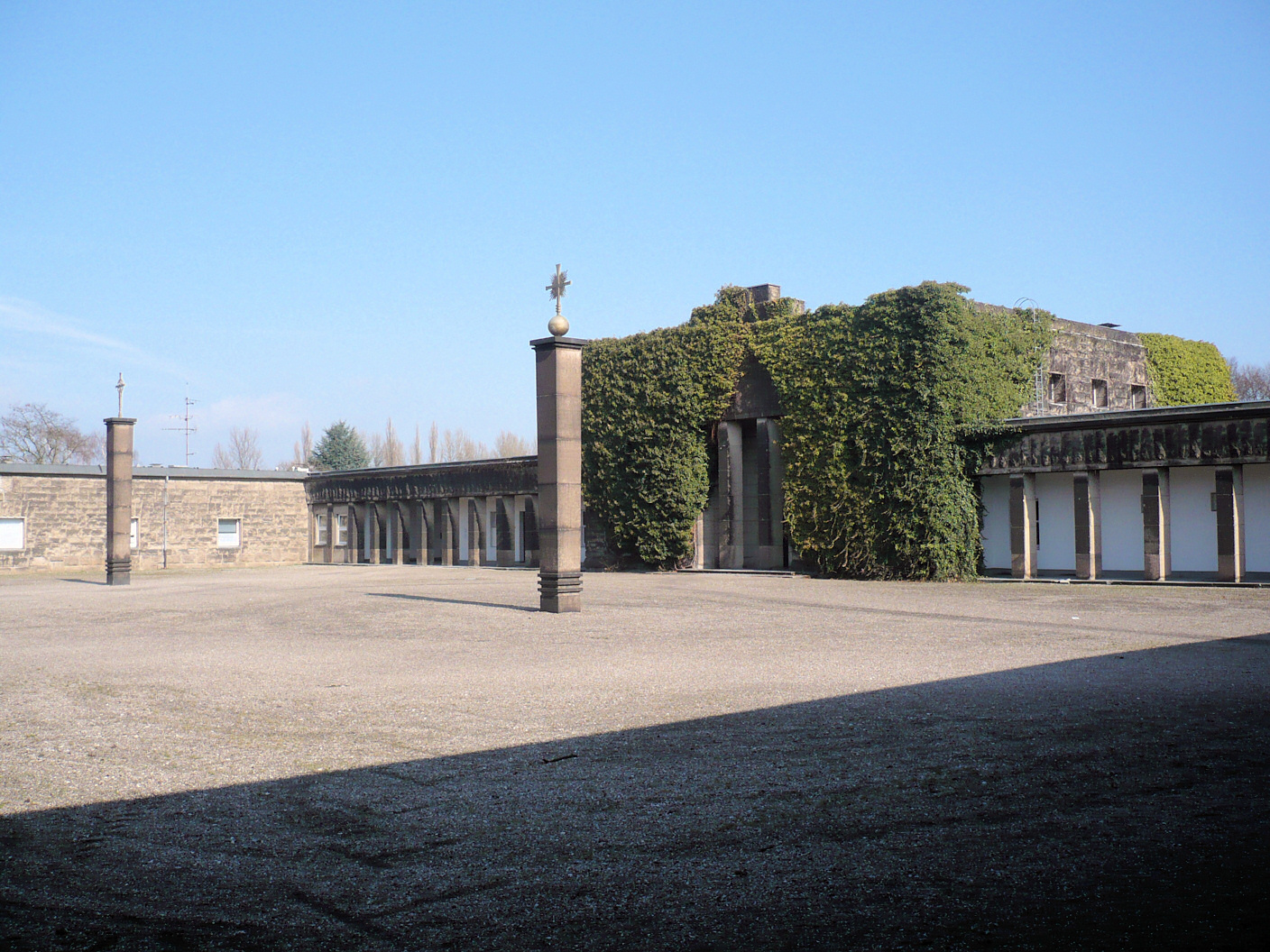
Parkfriedhof Essen
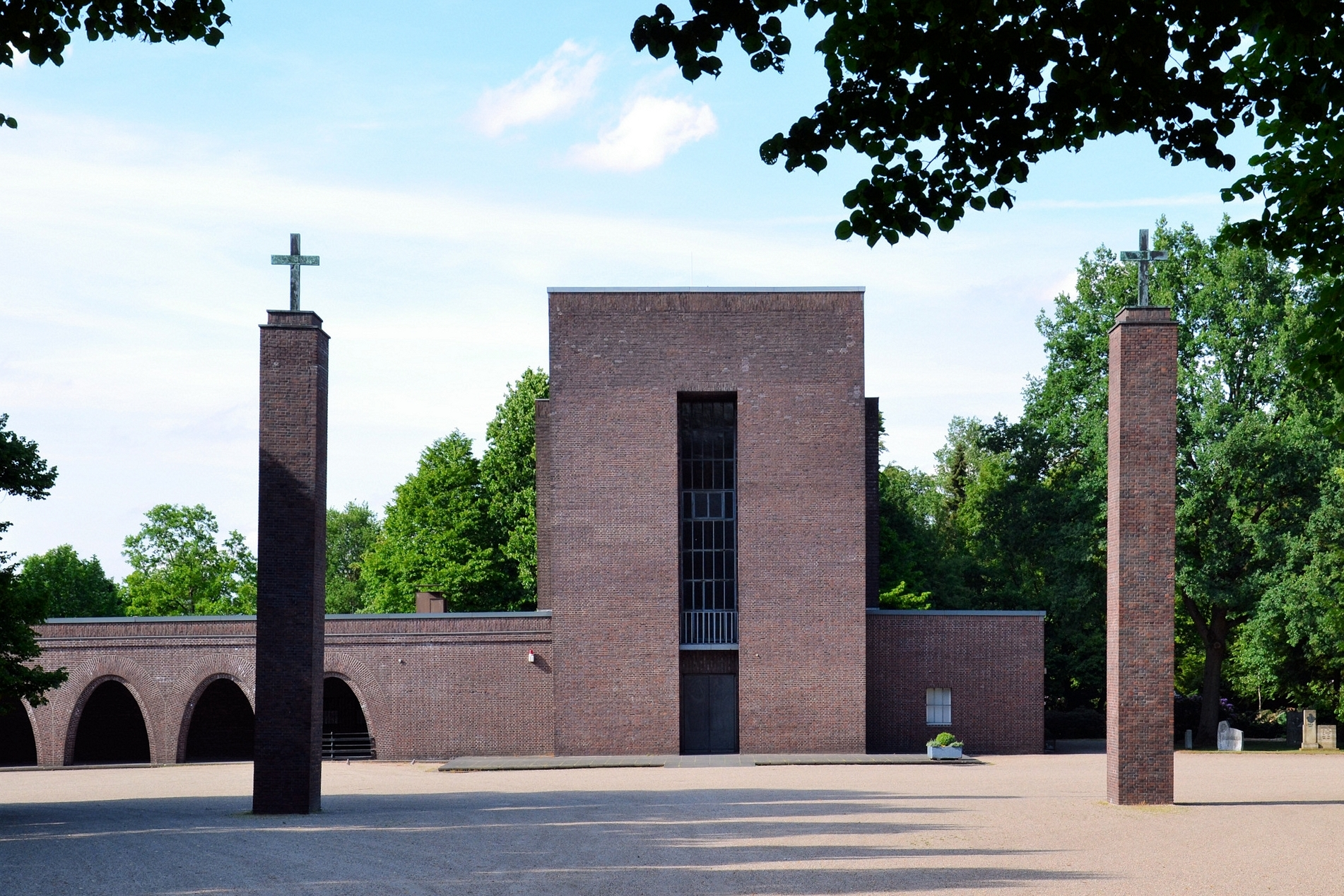
Südwestfriedhof Essen
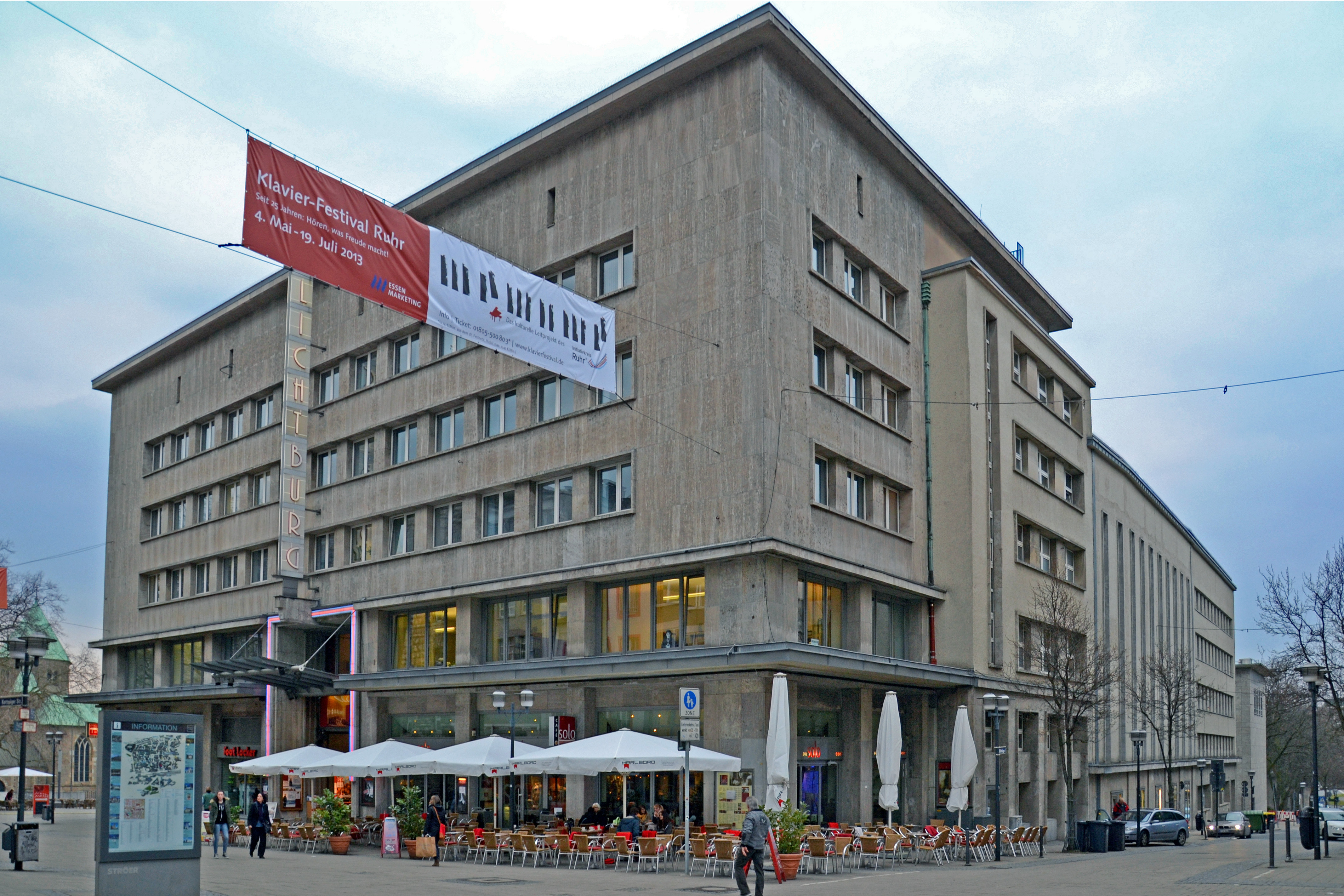
Lichtburg
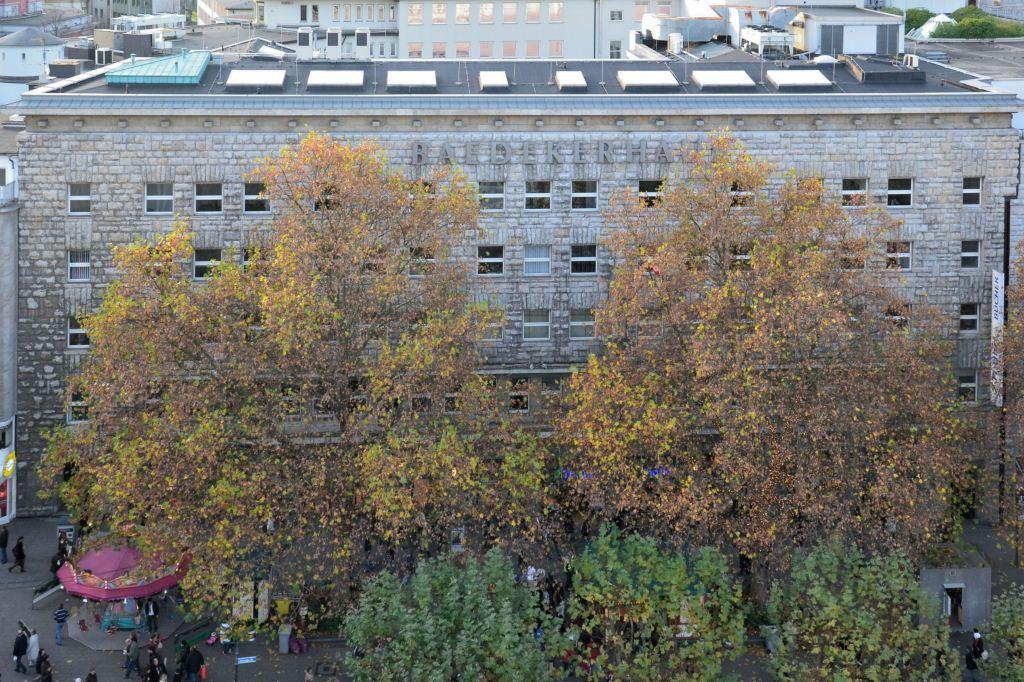
Baedekerhaus
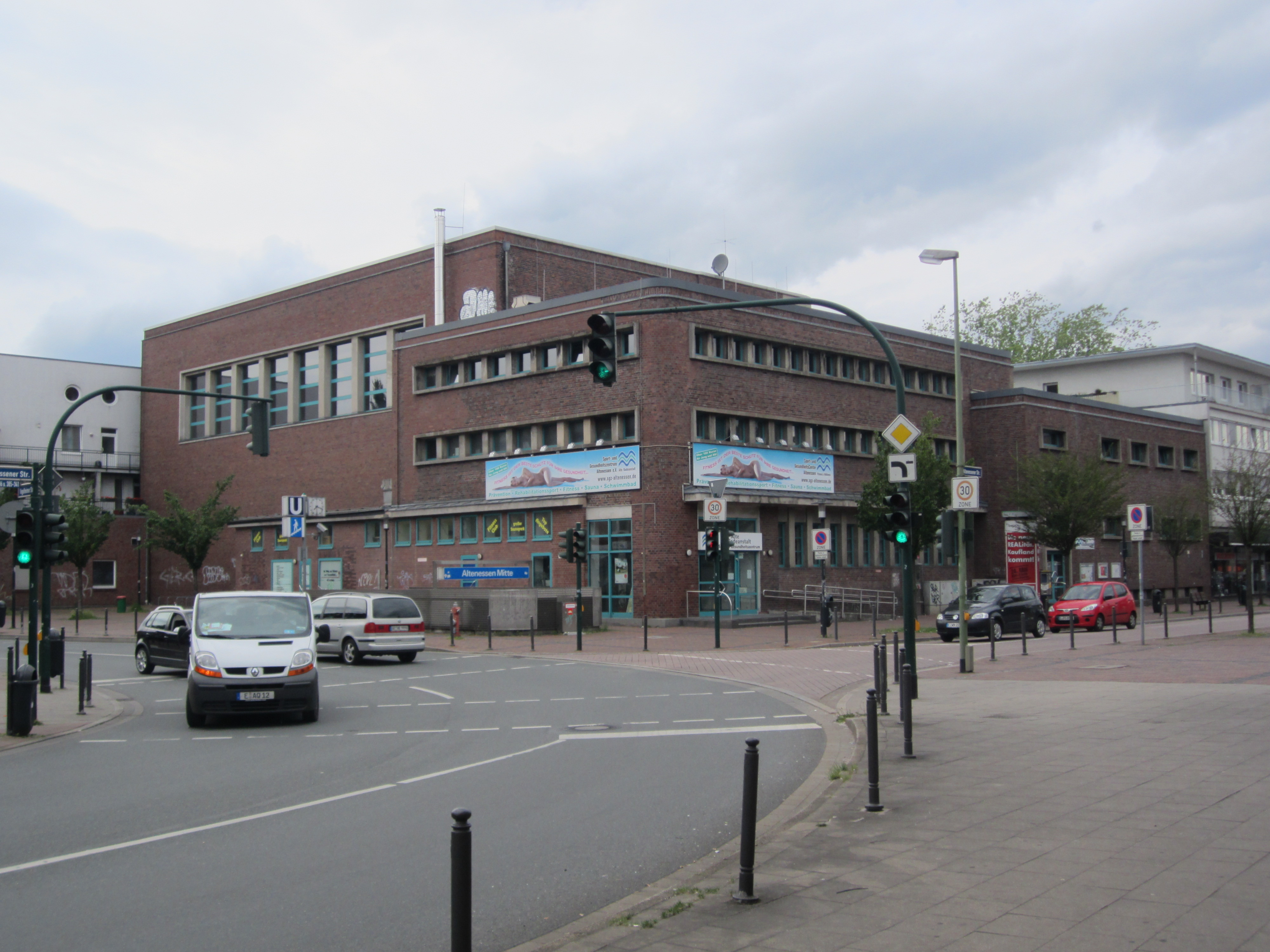
Stadtbad Altenessen

## Schriften
- Die neuen Zentralfriedhöfe in Essen. Völkerbund, Genf 1927.
- Neue Bauten der Stadt Essen (= Neue Stadtbaukunst). Band 1, F. E. Hübsch, Berlin 1928. / Band 2, F. E. Hübsch, Berlin 1929.
- Kinderklinik der städtischen Krankenanstalten Essen. Essen 1931.